# Sałczak Toka

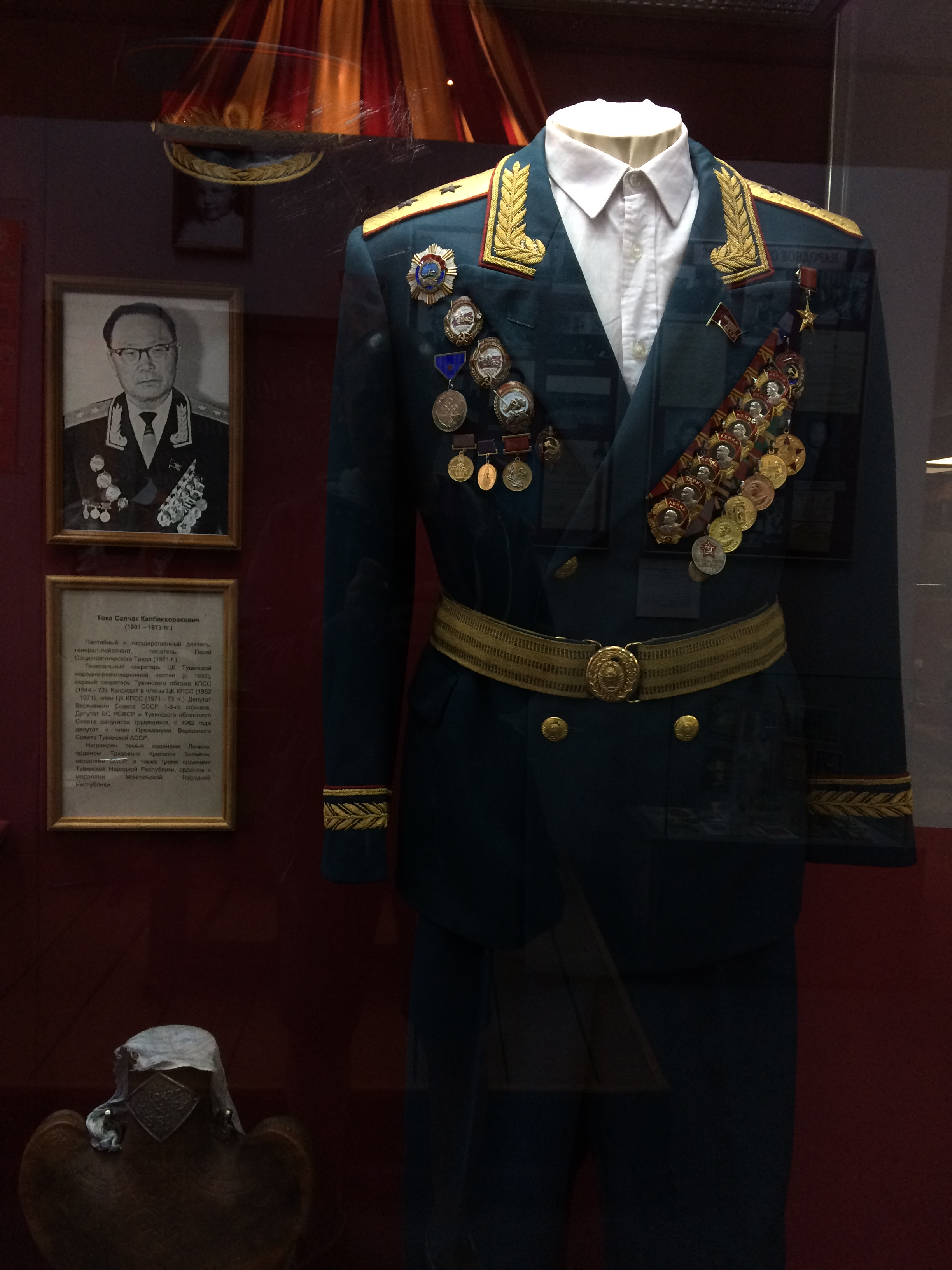
Mundur Sałczaka Toki w Muzeum Narodowym Republiki Tuwy

Sałczak Kałbak-Choriekowicz Toka, właśc. Koł Tywyky; (ros. Салча́к Калбак-Хоре́кович То́ка (Кол Тывыкы), tuwi. Салчак Калбак-Хөрекович Тока (Кол Тывыкы), ur. 2 grudnia?/15 grudnia 1901 w Miergienie w Kraju Urianchajskim (obecnie Tuwa), zm. 11 maja 1973 w Kyzyle) – tuwiński polityk komunistyczny, Bohater Pracy Socjalistycznej (1971).

## Życiorys
W latach 1910–1921 pracował jako robotnik rolny, a 1922–1924 kurier, 1924–1925 służył w Tuwińskiej Armii Rewolucyjnej, 1925–1929 studiował na Komunistycznym Uniwersytecie Pracujących Wschodu im. Stalina w Moskwie. 
W 1929 wstąpił do Tuwińskiej Partii Ludowo-Rewolucyjnej, w latach 1929-1932 był II sekretarzem KC tej partii, a od marca 1932 do października 1944 I sekretarzem KC Tuwińskiej Partii Ludowo-Rewolucyjnej. Był wówczas faktycznym przywódcą Tuwińskiej Republiki Ludowej, którą silnie związał ze stalinowskim ZSRR, przeprowadzając przymusową kolektywizację i likwidację buddyzmu i szamanizmu. Pod koniec lat 30. kierował masowymi represjami politycznymi, podczas których oskarżono wiele osób o bycie japońskimi szpiegami i rozstrzelano pod tym zarzutem. 
Doprowadził do włączenia Tuwińskiej Republiki Ludowej w skład ZSRR (11 października 1944). Od października 1944 do października 1961 I sekretarz Komitetu Obwodowego WKP(b)/KPZR Tuwińskiego Obwodu Autonomicznego, a od 10 października 1961, wraz z przekształceniem obwodu w Tuwińską Autonomiczną Socjalistyczną Republikę Radziecką, do końca życia – I sekretarz Tuwińskiego Komitetu Obwodowego KPZR. 
Od 14 października 1952 do 30 marca 1971 zastępca członka, a od 9 kwietnia 1971 do śmierci członek KC KPZR. 21 września 1965 został generałem porucznikiem Armii Radzieckiej (wcześniej, od 1944, był generałem porucznikiem Armii Tuwińskiej). Od 29 kwietnia 1945 do końca życia był deputowanym do Rady Najwyższej ZSRR od 1 do 8 kadencji.

## Odznaczenia i nagrody
- Medal Sierp i Młot Bohatera Pracy Socjalistycznej (14 grudnia 1971)
- Order Lenina (siedmiokrotnie – 5 maja 1942, 11 sierpnia 1944, 16 sierpnia 1946, 10 października 1949, 13 sierpnia 1957, 14 grudnia 1961 i 14 grudnia 1971)
- Order Czerwonego Sztandaru Pracy (22 marca 1960)
- Nagroda Stalinowska (1951)
- Medal „Za pracowniczą dzielność” (25 grudnia 1959)
- odznaczenia tuwińskie i mongolskie.